# بترو رابغ
شركة رابغ للتكرير والبتروكيماويات (بترورابغ) منشأة بتروكيمياوية تقع في رابغ على البحر الأحمر في المملكة العربية السعودية. وهي عبارة عن مشروع مشترك بين شركة أرامكو السعودية وشركة سوميتومو اليابانية. تأسست شركة رابغ للتكرير والبتروكيماويات (بترورابغ) في عام 2005 كمشروع مشترك بين أرامكو السعودية وسوميتومو كيميكال المحدودة. وتبلغ قيمة المصنع حوالي 16.71 مليار ريال سعودي (25٪ ممولة من عامة المستثمرين والباقية ممولة بالتساوي بين أرامكو السعودية وسوميتومو كيميكال المحدودة) بطاقة إنتاجية تقدر بأكثر من 18.4 مليون طن سنوياً من المنتجات البترولية و2.4 مليون طن سنوياً من المشتقات الإيثيلين والبروبيلين. حيث تُستخدم منتجاتنا كمواد في المنتجات النهائية مثل البلاستيك، والمنظفات، ومواد التشحيم، والزيوت، ومحاليل التبريد والمانعة للتجمد، والدهانات، والسجاد، والحبال، والملابس، والشامبو، والأجزاء الداخلية للسيارات، والأصماغ، والعوازل، والأفلام، والألياف، والأجهزة المنزلية، ومواد التغليف، والشموع والأنابيب والعديد من الإستخدامات الأخرى.
تتميز منتجات بترورابغ بتشكيلة واسعة من التطبيقات التي توفر للمستثمرين المبتدئين فرصة كبيرة لتأسيس صناعات جديدة في المنطقة، مما يضيف ويجلب المهارات المتميزة والمزيد من فرص العمل الجديدة. كما تقدم بترورابغ أيضًا العديد من الفرص الاستثمارية المثيرة من خلال مجمع رابغ لتقنيات البلاستيك حيث يُعد أول مجمع صناعي خاص للصناعات التحويلية في المملكة العربية السعودية، وهو مصمم لاستيعاب مشاريع مركبات البوليمر من الطرف الثالث. وهو يقع بجوار المصفاة حيث تُستخدم صناعات بترو رابغ التحويلية كمواد خام لإنتاج المركبات الكيميائية مثل البوليولات، ومثبتات البوليمر، والزيلين والمذيبات. كما يوجد مركز رابغ الفني لتقنيات البلاستيك، وهي منشأة حديثة تديرها شركة سوميتومو كيميكال، التي تقوم بدور التدريب والدعم الفني في مجال تقنية معالجة البلاستيك.
تبلغ قيمة رأس مال المشروع 2.33 مليار دولار،  وأسهم المشروع موجود في السوق المالية السعودية (تداول) وقد طرحت الشركة أسهمها للاكتتاب العام في يناير عام 2008.
إنشاء المرحلة الثانية من المشروع.

## تاريخ بترو رابغ
بدأت شركة أرامكو السعودية وشركة سوميتومو كيميكال اليابانية بتأسيس مشروع بترورابغ بهدف بناء مجمع متكامل للتكرير والبتروكيماويات وذلك بتحديث وتوسعة مصفاة أرامكو السعودية في رابغ وإنشاء مجمع للبتروكيماويات. وقد تم توقيع إتفاقية الشراكة بين شركة أرامكو السعودية وشركة سوميتومو كيميكال في شهر أغسطس 2005 التي تم بموجبها تأسيس بترورابغ بالشراكة مناصفة بين الشركتين لإدارة المصفاة ومجمع البتروكيماويات وذلك في شهرسبتمبر من نفس السنة.
بدأت عمليات الإنشاء في شهر مارس 2006 بخطة لإستثمارمبلغ تسعة مليارات ونصف المليار دولار أمريكي تم توفير60% منها من خلال تمويل المشاريع. 
تم إدراج شركة بترورابغ في السوق المالي السعودي للمساهمة العامة في شهر يناير 2008، حيث تم طرح 25% من أسهم الشركة للاكتتاب العام وأحتفظ الشريكان بنسبة 37.5% لكل منهما. وفي شهر أكتوبر 2008 قامت شركة أرامكو السعودية بنقل ملكية مصفاة رابغ إلى شركة بترورابغ، وبدأت عمليات الإنتاج بعد اكتمال مجمع بترورابغ في شهرإبريل 2009.
هذا وقد تقدم 4.5 مليون مواطن سعودي للاكتتاب في شركة بترورابغ، بنسبة بلغت خمسة اضعاف الأسهم المطروحة.
في شهر اغسطس 2024 تم استحواذ شركة ارامكو على 22.5٪ من اسهم شركة سوميتومو لترفع نسبة ملكيتها الى 60٪

## لمحة
- تم تصميم شعار «بترورابغ» على شكل نخلة باللونين الأحمر والأخضر ليعكس مبادئ: الازدهار، العالمية، وحماية البيئة، والتطلعات الطموحة، والتقاليد السعودية، والتوسع، والشفافية، والتطور، والعلمين الياباني والسعودي.
- يعمل في «بترورابغ» حالياً ما يقارب 3500 موظف، يشكل السعوديون 80% منهم، بينما ينتمي بقية الموظفين إلى 22 جنسية حول العالم.

- يضم مشروع «بترورابغ» منشأة داخلية للأبحاث والتطوير، ويحرص بإستمرار على إرسال موظفيه للالتحاق بالبرامج التدريبية حول العالم، بما في ذلك اليابان والولايات المتحدة الأمريكية وأوروبا وأمريكا الجنوبية وآسيا.
- «بترورابغ» مشروع مشترك بنسبة (50:50) بين «أرامكو السعودية» و«سوميتومو كيميكال» اليابانية وتبلغ قيمته نحو 10 مليارات دولار، وبذلك تشكل حصة «سوميتومو كيميكال» أكبر استثمار أجنبي على الإطلاق في المملكة العربية السعودية.
- تشكل عملية تمويل هذا المشروع أضخم عملية تمويل إسلامية لمشروع من نوعها حتى تاريخه.
- تزود أرامكو السعودية المشروع يومياً بـ 400 ألف برميل من النفط الخام، و95 مليون قدم مكعبة من الإيثان، و15 ألف برميل من البوتان.
- تم استخدام منتجات «بترورابغ» عقب تحويلها، في صناعة منتجات استهلاكية أخرى، مثل البلاستيك والمنظفات والزيوت والأصماغ والمبردات، ومضادات التجمد، والدهانات، والسجاد، والحبال، والملابس، والشامبو، والمكونات الداخلية للسيارات، ومواد العزل، والأفلام، والألياف، والأجهزة المنزلية، ومواد التغليف، والشموع، والأنابيب، وآلاف المنتجات الأخرى.

## المعلومات التقنية
يزود المشروع بالمواد الأولية من شركة أرامكو والتي تؤمن النفط الخام بالإضافة الغاز الطبيعي. تجري عملية إصلاح يعتمد على التحفيز من أجل تحويل النفط الثقيل إلى منتجات أخف مثل البنزين والنفثا، بالإضافة إلى منشأة لتحويل غاز الإيثان إلى الإيثيلين. الطاقة الإنتاجية السنوية للمشروع تبلغ 18 مليون طن من منتجات النفط المكررة و2.4 مليون طن من المنتجات البتروكيماوية. تستعمل بترورابغ يومياً 400,000 برميل من الزيت الخام و1.5 مليون طن من الإيثان كمواد اولية لإنتاج العديد من المواد المكررة والبتروكيماويات. وتملك المصفاة التي آلت ملكيتها من أرامكو السعودية إلى بترورابغ طاقة إنتاجية سنوية تبلغ 8 ملايين طن من الزيت الثقيل؛ 5.3 مليون طن من الزيت الخفيف؛ 3 ملايين طن من النافثا؛ و 2.6 مليون طن من الكيروسين. وقد شمل مشروع توسعة المصفاة إضافة وحدة تكسير الأوليفينات التي تحول الزيت الثقيل والخفيف إلى كيروسين ومشتقات أخرى، الأمر الذي رفع الطاقة الإنتاجية السنوية إلى 2.8 مليون طن من الجازولين و 900,000 طن من البروبيلين الذي يتم تحويله إلى منتجات بتروكيماوية.
تقوم بترورابغ من خلال وحدة تكسير الإيثان ذات المواصفات العالمية بتحويل غاز الإيثان إلى 1.3 مليون طن من مادة الإيثيلين سنوياً، ثم تقوم بتحويل الإيثيلين إلى مواد البولي إيثيلين منخفض الكثافة الخطي؛ والبولي إيثيلين عالي الكثافة؛ واحادي جلايكول الايثلين. كما تقوم بترورابغ من خلال وحدة تكسير الأوليفينات بتحويل مادة البروبيلين إلى مواد البولي بروبيلين الاحادي؛ والبولي بروبيلين المقاوم للصدمات؛ وأوكسيد البروبيلين.

## وصلات خارجية
- موقع الشركة
- صفحة بترو رابغ على السوق المالية السعودية (تداول)